# Lena Sjöstedt
Lena Sjöstedt, född 16 maj 1951 i Lund, är en svensk före detta friidrottare (medeldistans) som tävlade för klubben IFK Lund. 

## Personliga rekord
- 800 meter - 2.08,1 (Victoria 19 september 1970)
- 1 500 meter - 4.21,7 (Sollentuna 25 juli 1971)
- 3 000 meter - 9.48,0 (Västerås 17 augusti 1973)
- Maraton - 2.44.10 (New York 23 oktober 1983) som Lena Hollmann